# Townsend (Montana)
Townsend è una città degli Stati Uniti d'America situata in Montana, nella contea di Broadwater.